# Bitit
Bitit (en àrab بطيط, Biṭīṭ; en amazic ⴱⵉⴹⵉⴹ) és una comuna rural de la província d'El Hajeb, a la regió de Fes-Meknès, al Marroc. Segons el cens de 2014 tenia una població total de 14.316 persones.